# Шмыров, Павел Николаевич
Павел Николаевич Шмыров (21.05.1904—06.07.1971) — советский военачальник, участник  освобождения Западной Украины и Белоруссии, Великой Отечественной войны. Генерал-майор танковых войск (1945).

## Биография

### Начальная биография
Родился 21 мая 1904 года в городе Санкт-Петербург. Русский.
Окончил коммерческое училище в 1920 году.
Член ВКП(б) с 1938 года.
Образование: Окончил Нормальную автобронетанковоую школу (1925), ВАММ (1941). ВВА им. Ворошилова (1946).

### Служба в армии
В РККА с  8 августа 1922 года курсант Ленинградской нормальной военной автобронетанковой школы.
С августа 1925 года командир бронемашины, затем командир взвода опытно-показательного автоброневого дивизиона Московского ВО. С ноября 1929 года командир броневого взвода 3-го автоброневого дивизиона Особой Дальневосточной армии (ст. Даурия). С марта 1930 года командир взвода, командир танковой роты, начальник штаба мото-механизированного батальона Московской пролетарской стрелковой дивизии. Приказом РВС СССР № 00637 от 03.12.1933 года назначен командиром автоброневого батальона Легкой мото-механизированной бригады.
С мая 1934 года (Приказ РВС СССР № 00173) командир отдельного танкового батальона Московской пролетарской стрелковой дивизии. С 11 января 1938 года начальник АБТС Московской пролетарской стрелковой дивизии.
С 21 сентября 1939 года по май 1941 года - слушатель на командного факультета Военной академии механизации и моторизации РККА им. И. В. Сталина.
.

### В Великую Отечественную войну
Приказом НКО № 00138 от 07.05.1941 года назначен начальником 1-го (оперативного) отдела 8-го механизированного корпуса. Начало Великой Отечественной войны встретил в этой должности.
К середине июля 1941 года корпус понес тяжелые потери и был расформирован. Танковые дивизии из его состава стали отдельными. С 25 августа 1941 года начальник штаба 12-й танковой дивизии. Так в УПК, к этому моменту танковая дивизия была расформирована 15 февраля. Остатки матчасти и личного состава были обращены на формирование 129-й танковой бригады.
В сентябре 1941 года после излечения от ранения находил в Резерве ГАБТУ КА.
С октября 1941 года помощник начальника АБТО 57-й армии Юго-Западного фронта. В январе 1942 г. ранен, после излечения с 16 июля 1942 года заместитель командующего 18-й армии по танковым войскам. С 20 сентября 1942 года - заместитель командующего 58-й армии по танковым войскам. В феврале 1943 года и.д. командующего БТ и МВ 58-й армии. Приказом НКО № 03354 от 24.06.1943 года утвержден в этой должности. 15.12.1943 назначен командующим БТ и МВ 50-й армии.
15.12.1943 года направлен слушателем ВВА им. Ворошилова. С 31 января 1946 года в распоряжении Командующего БТ и МВ КА. С 11 марта 1946 года командующий БТ и МВ, он же заместитель командующего по БТ и МВ 65-й армии. С 9 июля 1946 г. Инспектор БТ и МВ Главной инспекции ВС. С 13 марта 1947 года - Старший инспектор Инспекции БТ и МВ Главной инспекции .
С 27 марта 1952 - помощник командующего 1-й гв. механизированной армии. С 11 ноября 1952 г. помощник командующего, он же начальник отдела боевой подготовки 1-й гв. механизированной армии. С 18 июля 1955 года Начальник высших академических КУКС при Военной Академии бронетанковых войск им. Сталина.
С 23 августа 1958 года - Начальник отдела боевой подготовки штаба Объединенных вооруженных сил и 10-го управления Генерального штаба.
С 6 декабря 1960 года в распоряжении Генерального штаба .
Приказом МО № 01975 от 29.12.1960 года уволен из рядов СА по ст. 59 б.
Проживал в городе Москва.
Умер 6 июля 1971 года. Похоронен в Москве на Введенском кладбище.

## Награды
Орден Ленина (06.11.1947), три Ордена Красного Знамени (03.11.1944, 10.04.1945, 21.08.1953), Орден Красной Звезды (08.02.1943).
Медали: «За оборону Кавказа» (29.12.1944), «За победу над Германией в ВОВ 1941-1945 гг.» (23.06.1945), «За взятие Кенигсберга» (09.06.1945). B другие.
- иностранные награды[11].
- Медаль «Победы и Свободы»[12].
- Орден «Крест Грюнвальда» III степени - серебро[13].
- Знак «Гвардия»

## Память
- На могиле установлен надгробный памятник.
- Имя воина увековечено в Главном Храме Вооружённых сил России, и навсегда запечатлено на мемориале «Дорога памяти» [14]